# Mehmed VI.
Mehmed VI. (osmanski turski: محمد سادس Meḥmed-i sâdis, وحيد الدين Vahidettin; turski: Mehmed Vahideddin ili Mehmet Vahdettin) (Istanbul, 14. siječnja 1861. - Sanremo, 16. svibnja 1926.), posljednji osmanski sultan.

## Životopis
Dolazi na položaj sultana 3. srpnja 1918. godine, poslije smrti svog brata Mehmeda V. Od prethodnika nasljeđuje samo potrebu za potpisivanjem ponižavajućeg mira krajem prvog svjetskog rata. Mirovnim sporazumom iz 1919. godine Turska nepovratno gubi Siriju, Palestinu, Irak i muslimanska sveta mjesta. Ostatak državnog teritorija u Aziji se podijelio u interesne sfere velikih sila s izuzetkom područja provincije oko Smirne koja je darovana Grčkoj.
Tim mirovnim sporazumom apetiti Grčke ipak nisu bili zadovoljeni tako da ona 1919. godine objavljuje rat poniženoj Osmanskoj državi s ciljem osvajanja Male Azije. Prodor grčke vojske je zaustavljen tek 80 kilometara pred Ankarom kada vojska Ataturka uz logističku potporu Sovjetskog Saveza ostvaruje totalnu pobjedu. Tijekom daljnjeg rata Smirna i svi drugi azijski gradovi su vraćeni Turskoj uz etničko čišćenje Grka i preostalih Armenaca. Mirovnim sporazumom iz 1923. godine Grčka priznaje te gubitke i s ciljem odbijanja plaćanja ratne odštete ustupa grad Adrianopol (Jedrene) Turskoj.
Te pobjede su od generala Kemala Ataturka stvorile nacionalnog junaka u potpunoj opoziciji s "izdajničkim" sultanom Mehmedom VI. koji je potpisao mirovni sporazum krajem prvog svjetskog rata. Travnja 1922. trenutku kada taj junak proglašava u Ankari novi ustav i ukidanje sultanata Mehmed VI. se odupire iz Istanbula, ali nekoliko mjeseci kasnije hrabrost ga napušta.
Turska velika nacionalna skupština ukinula je Sultanat 1. studenog 1922. Mehmed VI. je 17. studenog 1922. godine britanskim ratnim brodom Malaya napustio Tursku zauvijek. S titulom kalifa ga nasljeđuje rođak Abdul Medžid II.
Umro je 16. svibnja 1926. u Sanremu, Italija, a pokopan je u džamiji Tekkiye u Damasku, Sirija, izgrađena po nalogu sultana Sulejmana Veličanstvenog.

## Vanjske poveznice
- Mehmed VI. Hrvatska enciklopedija
- Mehmed VI. Vahideddin Proleksis enciklopedija

| Prethodnik: | Vladar Osmanskog Carstva (1918. – 1922.) | Nasljednik:                            |
| Mehmed V.   | Vladar Osmanskog Carstva (1918. – 1922.) | Republika Turska pod Kemalom Atatürkom |

| Prethodnik: | Kalif (1918. – 1922.) | Nasljednik:      |
| Mehmed V.   | Kalif (1918. – 1922.) | Abdul Medžid II. |